# William S. Holabird
William S. Holabird, född omkring 1794, död 20 maj 1855, var en amerikansk jurist, politiker och viceguvernör i Connecticut.

## Tidigt liv
William S. Holabird föddes omkring 1794, enligt uppgift i Canaan, Connecticut, och var son till William D. Holabird och dennes fru, född Dorcas Bird. Han gifte sig med Adeline/Adaline Catlin, dotter till Abijah och Orinda (Williams) Catlin.

## Karriär
Åren 1831 och 1833 försökte han utan framgång väljas till kongressen som kandidat för Demokraterna. Han utsågs av president Andrew Jackson 1834 som federal åklagare för distriktet Connecticut. I denna egenskap lade han fram statens argumentation i rättsfallet om Amistad.
Holabird valdes senare till viceguvernör i Connecticut i två på varandra följande ettåriga mandatperioder. Han tjänstgjorde från den 4 maj 1842 till den 1 maj 1844, medan Chauncey Fitch Cleveland var guvernör. Cleveland efterträddes som guvernör 1884 av Roger S. Baldwin för Whigpartiet. Baldwin var känd för sitt försvar i Amistad-målet, där Holabird hade varit statens ombud.
William S. Holabird avled i Winchester, Litchfield County, Connecticut den 20 maj 1855.

## William S. Holabird i populärkulturen
En förenklad version av händelserna omkring Amistad-målet gjordes till en film som hette Amistad 1997. I filmen spelade skådespelaren Pete Postlethwaite William S. Holabird.